# Бузешть (Марамуреш)
Бузешть, Бузешті (рум. Buzești) — село у повіті Марамуреш в Румунії. Входить до складу комуни Феркаша.
Село розташоване на відстані 410 км на північний захід від Бухареста, 18 км на захід від Бая-Маре, 94 км на північ від Клуж-Напоки.

## Населення
За даними перепису населення 2002 року у селі проживали 617 осіб, усі — румуни. Усі жителі села рідною мовою назвали румунську.